# الإقليم الأوسط الشمالي الغربي
الإقليم الأوسط الشمالي الغربي هو أحد أقاليم الولايات المتحدة الأمريكية، يشمل هذا الإقيم سبع ولايات هي ولاية مينيسوتا، وولاية آيوا، وولاية ميزوري، وولاية داكوتا الشمالية، وولاية داكوتا الجنوبية، وولاية نبراسكا، وولاية كانزاس. مساحة الإقليم حوالي 1,339,670 كم مربع وعدد سكان هذا الإقليم أكثر من 17,851,091 نسمة. ويعتبر هذا الإقليم ثالث أقاليم الولايات المتحدة مساحة بعد إقليم المحيط الهادي وإقليم الجبال.

## الجغرافيا
يقع في شمال الولايات المتحدة، تحده كندا من الشمال ،وولايات مونتانا، وايومنغ وكولورادو من الغرب والجنوب الغربي ،وولايتا أوكلاهوما وآركانسو من الجنوب والجنوب الشرقي، وولايتا إلينوي وويسكنسن من الشرق، ويقع بين شرق الولايات المتحدة وغربها.

### مظاهر السطح
سهلية في جملتها ،فهي قسم من السهول الوسطي، تكتنف أرضه بعض التحدبات، وتطل علية المرتفعات الغربية بحواف هضابها، وتخترق أرضه شبكة من الأنهار محورها المسيسبي الأعلى بروافده العديدة، والميسورى الأوسط بالعديد من الروافد ويتدرج الإقليم في ارتفاعه نحو الغرب، وينحدر تدريجياً نحو الجنوب، ولقد أعطاه الانبساط في السطح إمكانيات زراعية هائلة دعمتها تربته الخصبة، فأصبح من أهم الأقاليم الزراعية، إن لم يكن من أهمها.

### المناخ
يضم هذا الإقليم أكثر من نمط مناخي، ويسودة بصفة عامة المناخ القاري، ويتسم بالتطرف فالصيف حار، والشتاء بارد، ولكن هذا يتفاوت عبر مساحته الشاسعة وتغزوه التيارات الهوائية المدارية الحارة في الصيف، وفوق أرضه تلتقي الكتل الهوائية الباردة بالكتل الحارة ونتيجة هذا تسقط الأمطار الإعصارية قي الصيف وتختلف أيام الصقيع من منطقة لأخرى.

## الاقتصاد
الزراعة هي الحرفة الأولي في هذا القطاع من الولايات المتحدة، ويعتبر الإقليم الزراعي الرئيسي بالولايات المتحدة وتأتت هذه من المساحة الكبيرة المخصصة للزراعة وتنوع المناخ وجودة التربة والارتباط الجيد بين السكان واستخدام الموارد، وتشمل الأنشطة الزراعية نطاق القمح الربيعي في غربه، ونطاق القمح الشتوي في جنوبه الغربي، ونطاق الذرة في الوسط ونطاق تربية الثروة الحيوانية وإنتاج الألبان في شماله. وهذا لايعني عدم وجود نشاط صناعي أو تعديني ويوجد في هذا القطاع خامات منجمية جيدة من الفحم والنفط، والفلزات يضاف إلى هذا النشاط الزراعي القائم على الزراعة